# القوات المسلحة البولندية في الغرب

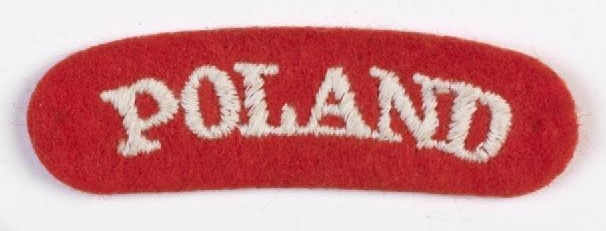
القوات المسلحة البولندية في الغرب

القوات المسلحة البولندية في الغرب (بالبولندية: Polskie Siły Zbrojne na Zachodzie)‏ شير إلى التشكيلات العسكرية البولندية التي تشكلت للقتال إلى جانب الحلفاء الغربيين ضد ألمانيا النازية وحلفائها خلال الحرب العالمية الثانية. (نشأت قوات بولندية أخرى داخل الأراضي السوفيتية، وكانت هذه القوات المسلحة البولندية في الشرق).
تشكلت التشكيلات الموالية للحكومة البولندية في المنفى لأول مرة في فرنسا ومناطقها في الشرق الأوسط بعد هزيمة واحتلال بولندا من قبل ألمانيا والاتحاد السوفيتي في سبتمبر 1939. بعد سقوط فرنسا في يونيو 1940، تم إعادة تشكيل التشكيلات في المملكة المتحدة. تقديم مساهمة كبيرة في المجهود الحربي، وتألفت القوات المسلحة البولندية في الغرب من الجيش وسلاح الجو والبحرية. سرعان ما أصبح البولنديون قوات صدمة في خدمة الحلفاء، وأبرزها في معركة مونتي كاسينو خلال الحملة الإيطالية، حيث تم رفع العلم البولندي على الدير المدمر في 18 مايو 1944، وكذلك في معركة بولونيا، أيضًا في إيطاليا، وهيل 262 في فرنسا في عام 1944. تم حل القوات المسلحة البولندية في الغرب بعد الحرب في عام 1947، مع إجبار العديد من الجنود السابقين على البقاء في المنفى.